# Riez
Riez é uma comuna francesa na região administrativa da Provença-Alpes-Costa Azul, no departamento dos Alpes da Alta Provença. Estende-se por uma área de 40,0 km².
Era chamada de Alébece dos Reios Apolinários (em latim: Alebaece Reiorum Apollinarium) ou apenas Alébece dos Reios (em latim: Alebaece Reiorum) durante o período romano.